# تونل (فیلم ۱۹۳۵)
cا (انگلیسی: The Tunnel) فیلمی در ژانر علمی–تخیلی به کارگردانی موریس الوی است که در سال ۱۹۳۵ منتشر شد. از بازیگران آن می‌توان به ریچارد دیکس و مج اوانز اشاره کرد.

## منا
- مشارکت‌کنندگان ویکی‌پدیا. «The Tunnel (1935 film)». در دانشنامهٔ ویکی‌پدیای انگلیسی، بازبینی‌شده در ۱۶ ژوئن ۲۰۱۵.